# Via Egnatia

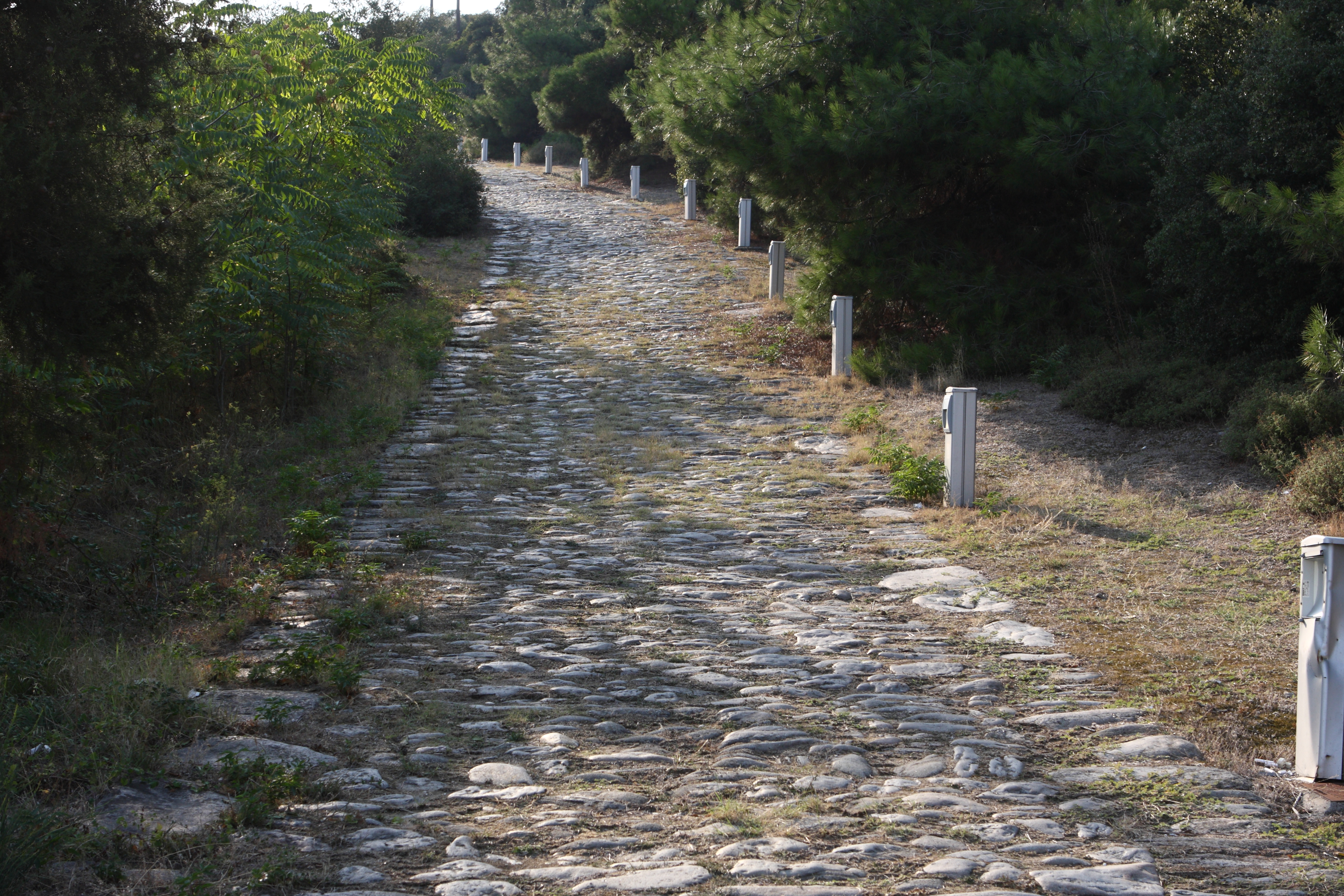
Via Egnatia bei Kavala

Die Via Egnatia (griechisch Ἐγνατία Ὁδός (f. sg.)) war eine römische Straße auf dem Balkan, welche die Adriaküste mit dem Bosporus verband. Als östliche Fortsetzung der Via Appia war sie der direkte Weg zwischen Rom und Konstantinopel, den beiden großen Metropolen des spätantiken Römischen Reichs.

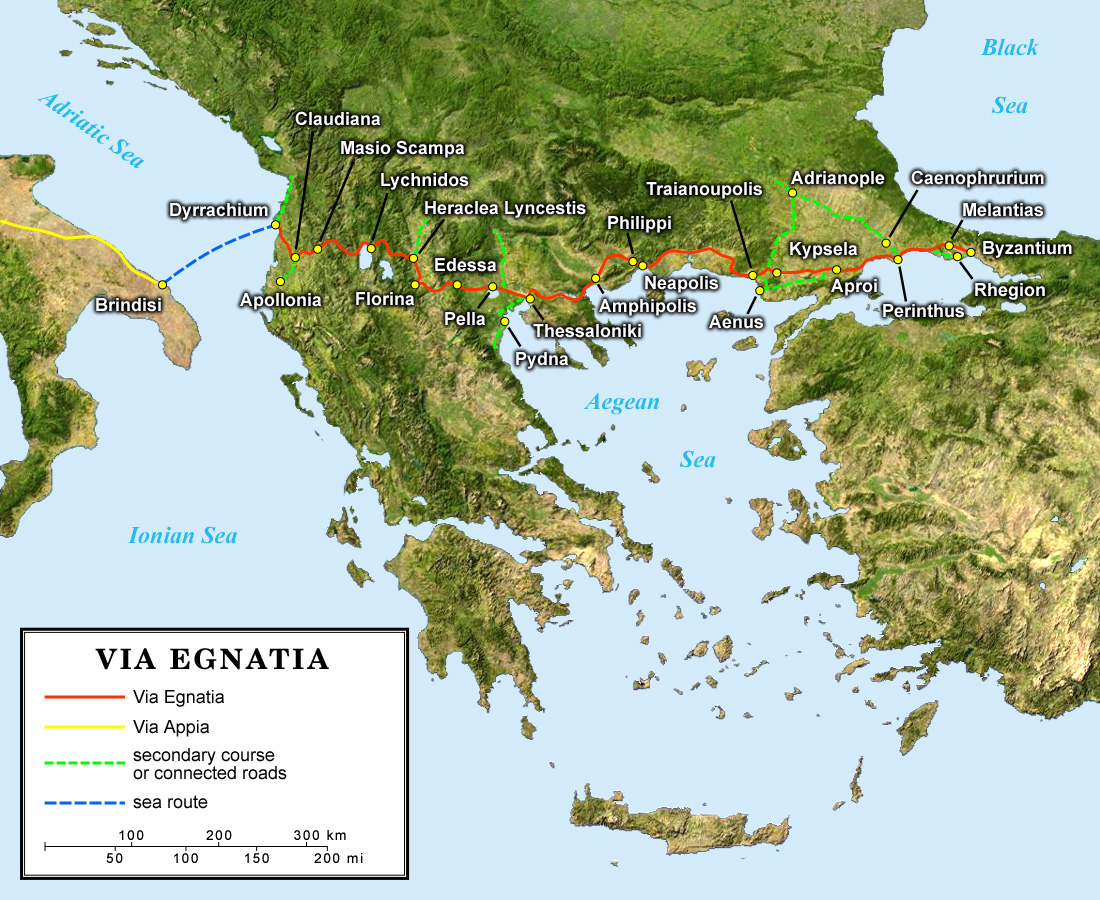
Verlauf der Via Egnatia

Die antike Straße verlief durch Illyrien, Makedonien und Thrakien, die heute auf dem Gebiet der modernen Staaten Albanien, Nordmazedonien, Griechenland, Bulgarien und Türkei liegen. Ausgangspunkt war Dyrrhachium (heute Durrës) an der Adria. Ein südlicher Zweig begann in Apollonia (beim heutigen Fier), die damals ebenfalls eine bedeutende Hafenstadt war. Im Tal des Shkumbin kamen die beiden Zweige zunächst wieder zusammen. In der Gegend des Ohridsees gab es wiederum zwei Routen, die sich unweit von Heraclea Lynchestis (heute Bitola) trafen. Dann führte der Weg nach Süden auf Thessalonike zu, von dort ging es wieder ostwärts, an der nordgriechischen Halbinsel Chalkidike vorbei, nach Byzanz.
Die rund um das Jahr 146 v. Chr. gebaute Heerstraße wurde nach Gnaeus Egnatius, Prokonsul von Makedonien, benannt. Er hatte den Bau in Auftrag gegeben. Streckenweise wurden makedonische Königsstraßen in den Bau einbezogen.
Ihre wichtige strategische und wirtschaftliche Bedeutung behielt sie auch nach dem Untergang des Römischen Reiches. Auch in byzantinischer Zeit zählte die Via Egnatia zu den wichtigen Straßen. Kreuzritter und osmanische Eroberer benutzten ebenfalls diese Strecke.
Überreste der antiken Straße sind zum Teil noch erhalten, so auf verschiedenen kurzen Strecken im Shkumbin-Tal in Albanien. Hier verlief die Straße über weite Strecken nicht im Flusstal, sondern hoch oben am südlichen Berghang. An einigen Stellen in der Nähe der albanischen Stadt Librazhd kann man den antiken Verlauf noch sehen oder erahnen. Weitere Überreste – teils in gutem Zustand – sind auch in der nordgriechischen Stadt Kavala, bei Agios Silas zu finden.

## Gegenwart
In der Gegenwart soll die Strecke wieder zu einer der wichtigsten Routen auf dem Balkan ausgebaut werden. Der Paneuropäische Verkehrskorridor VIII ist ein vom Stabilitätspakt für Südosteuropa getragenes Projekt.
In Griechenland wurde die Autobahn A2 in Anlehnung an die Via Egnatia „Egnatia Odos“ bezeichnet. Sie bindet den wichtigen Hafen von Igoumenitsa am Ionischen Meer an das Straßennetz Thrakiens an. Im Gegensatz zum antiken Vorbild weicht die westliche Streckenführung aber Richtung Süden ab und erschließt den gebirgigen Epirus.